# C4 (document)
C4 is een administratief document (met de vermelding 'C4'), in België, dat de werknemer toegang geeft tot het statuut van 'werkzoekende' (of 'werkloze') en de bijhorende rechten & plichten. Dit bewijst de verrichte arbeid.
De reden tot ontslag moet op de C4 vermeld worden.
Is er sprake van een fout van de werknemer, dan is er pas na een strafperiode van maximaal 26 weken recht op werkloosheidsvergoeding, en spreekt de administratie van een 'vuile' of 'foute' C4. Is er sprake van een ontslag in onderling akkoord (een geheime "dading"), dan wordt de werknemer geacht zelf ontslag genomen te hebben, en is geen enkele werkloosheidsvergoeding mogelijk. In vergelijking met bijvoorbeeld Nederland is een wederzijds akkoord dus vaak ongunstiger dan een door de werkgever gegeven ontslag, zelfs als dat ontslag op "staande voet" zou zijn.
Een 'C4' wordt uitgereikt door de Rijksdienst voor Arbeidsvoorziening (RVA), wordt ingevuld door de werkgever uiterlijk op de laatste werkdag en overhandigd aan de werknemer, die het document aan de uitbetalingsinstelling of vakbond afgeeft, die het doorstuurt naar de RVA.
Er zijn verschillende soorten C4's: 
- C4 onderwijs: arbeidsbewijs na tewerkstelling in een onderwijsinstelling
- C4 uitzendkracht: arbeidsbewijs van de uitzendkracht
- C4 brugpensioen en C4 halftijds brugpensioen: arbeidsbewijs (halftijds) brugpensioen
- C4.2 en C.4.2bis: arbeidsbewijs na een faillissement